# 基申
51°7′41″N 27°40′37″E / 51.12806°N 27.67694°E
基申（烏克蘭語：Кишин），是烏克蘭北部的村莊，隸屬日托米爾州的科羅斯滕區。該村始建於1784年，面積5.92平方公里，海拔高度189米，2001年人口1,784，人口密度每平方公里301.35人。